# Stella di Kapteyn
La stella di Kapteyn è una stella situata nella costellazione del Pittore. Dista 12,76 al dal sistema solare ed è la ventiquattresima stella più vicina alla Terra, escludendo il Sole. È una subnana rossa troppo debole per essere visibile ad occhio nudo, in quanto la sua magnitudine apparente è +8,85. Nel 2014 è stata annunciata la scoperta di due pianeti extrasolari orbitanti attorno ad essa, uno dei quali potrebbe essere situato nella zona abitabile della stella, tuttavia la loro presenza è stata contestata nel 2015 e ancora nel 2021.

## Storia
La stella fu scoperta nel 1897 da Jacobus Cornelius Kapteyn (1851-1922) dell'Università di Groninga, il quale, pur privo di un telescopio, si offrì volontario per l'analisi di fotografie prese da David Gill, presso il Royal Observatory di Capo di Buona Speranza in Sudafrica. Il risultato fu la compilazione nel 1910 di un catalogo contenente 454 875 stelle dell'emisfero sud chiamato Cape Photographic Durchmusterun' o CPD. In questo catalogo vennero registrate la densità delle stelle nello spazio in funzione della distanza, la luminosità e la classe spettrale.
Kapteyn aveva notato l'alto moto proprio della stella, circa 8 secondi d'arco. A quel tempo la stella con il più alto moto proprio era Groombridge 1830 e la scoperta di Kapteyn tolse il primato alla stella catalogata da Stephen Groombridge. Con la scoperta del moto proprio della Stella di Barnard, la Stella di Kapteyn diventò la seconda stella con il più alto moto proprio conosciuto, posizione che tuttora mantiene.

## Caratteristiche
Basata sulla misura della parallasse di Hipparcos, la stella di Kapteyn è situata a 12,76 al dal Sole. Circa 10 800 anni fa raggiunse la minima vicinanza con la Terra, passando a 7 anni luce, e dal quel momento la stella si sta allontanando dal sistema solare.
La stella di Kapteyn è una subnana rossa di tipo spettrale sdM1, ed è una stella di alone della Via Lattea; è la stella di alone più vicina al Sole e la sua orbita attorno al centro galattico ha un moto retrogrado. Possiede il 32% in meno di elementi pesanti rispetto al Sole, misurazione effettuata in base all'abbondanza di ferro. A causa della scarsità di questi elementi, la stella appare un poco più azzurrognola rispetto alle corrispondenti nane rosse della classe M, e più debole di stelle con le stesse caratteristiche di un paio di magnitudini.
Basandosi sull'abbondanza chimica, si pensa che la stella sia stata in passato un membro di Omega Centauri, un ammasso globulare probabilmente residuo di una galassia nana che si è fusa con la Via Lattea. Durante questo processo, alcune stelle del gruppo, che formano parte dell'associazione stellare della Stella di Kapteyn, potrebbero essere state scagliate a grande velocità verso la zona della Galassia dove si trova il Sole, a causa delle forze gravitazionali che si innescarono durante la fusione della galassia nana con la Via Lattea.
Possiede il nome di stella variabile di VZ Pictoris o VZ Pic, in quanto fa parte della categoria delle variabili BY Draconis. Ha una massa del 27% di quella solare ed un raggio del 23%, mentre la sua temperatura superficiale è di 3570 ± 160 K.

## Possibili pianeti
Nel 2014 sono stati scoperti due pianeti super-Terre attorno alla stella di Kapteyn, Kapteyn b e Kapteyn c. Kapteyn b è il più vecchio pianeta potenzialmente abitabile conosciuto, visto che la stella ha un'età stimata in 11 miliardi anni. La scoperta è avvenuta con il metodo della velocità radiale tramite osservazioni compiute con lo spettrografo HARPS dell'ESO, situato all'Osservatorio di La Silla, in Cile. Ulteriori osservazioni compiute con i Telescopi Keck alle Hawaii e mediante spettroscopia con i telescopi Magellano, sempre in Cile, hanno confermato la presenza dei pianeti.
I pianeti sembrano essere in risonanza orbitale tra loro, con un rapporto di 5:2, tuttavia non è stato possibile confermare la risonanza al momento della scoperta. L'annuncio della scoperta del sistema planetario è stato accompagnato da un breve racconto di fantascienza, "Sad Kapteyn", scritto dallo scrittore Acognomeair Reynolds.
Già nel 2015 una ricerca successiva alla scoperta di Robertson e colleghi aveva mostrato che il periodo orbitale di Kapteyn b è una frazione intera (1/3) del periodo di rotazione stellare stimato, e quindi il segnale planetario è molto probabilmente dovuto a un artefatto causato dall'attività stellare. Gli autori non hanno escluso l'esistenza di Kapteyn c, richiedendo ulteriori osservazioni. Questa confutazione è stata messa in dubbio dal team che ha pubblicato l'articolo sulla scoperta dell'esopianeta. Guinan e colleghi (così come autori precedenti) nel 2016 hanno trovato un valore inferiore per la rotazione stellare, che supportava la scoperta planetaria originale.
Nel 2021 un altro studio condotto da Anna Bortle ha perfezionato il periodo di rotazione della stella, affermando che la presenza di entrmabi i pianeti siano un artefatto causato dalla rotazione e dall'attività stellare.
Segue un prospetto del sistema:
| Pianeta | Tipo        | Massa   | Periodo orb.          | Sem. maggiore  | Eccentricità | Scoperta |
| ------- | ----------- | ------- | --------------------- | -------------- | ------------ | -------- |
| b       | Super Terra | >4,5 M⊕ | 48,616 ± 0,036 giorni | 0,168±0,005 au | <0,4         | 2014     |
| c       | Super Terra | >7,0 M⊕ | 121,53 ± 0,25 giorni  | 0,311±0,02 au  | <0,4         | 2014     |

1. ↑  Contestato
2. ↑  Contestato